# ペドロ・デ・バルディビア

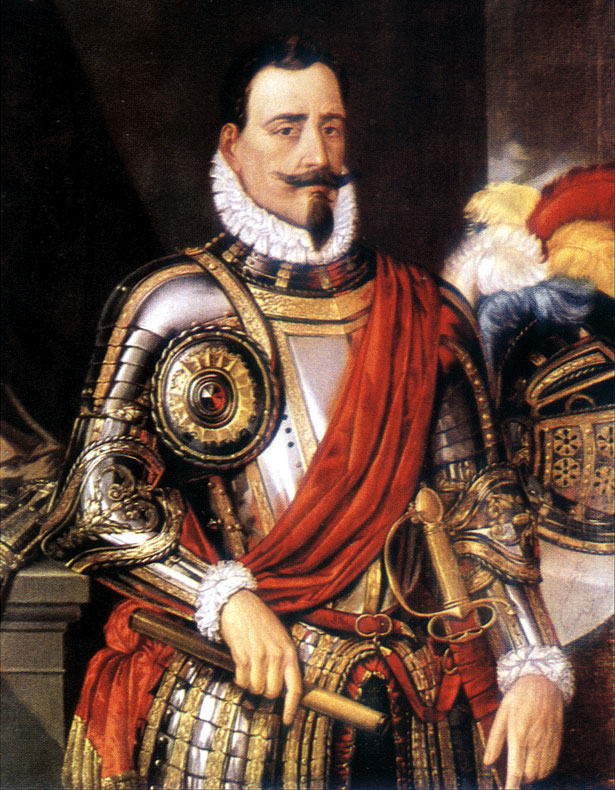
ペドロ・デ・バルディビア

ペドロ・デ・バルディビア（スペイン語: Pedro de Valdivia、1500年頃 – 1554年1月1日）は、スペインのコンキスタドールである。彼はチリ征服の主導者であり、その初代総督を務めた。

## 生涯
バルディビアは、1500年頃にエストレマドゥーラ地方のバダホス県カンプサノに生まれた。貴族の家系に生まれたが、その正確な生い立ちについては不明な点が多い。彼は若い頃から軍務に就き、イタリア戦争に参加した経験を持つ。1535年、新世界へと渡り、ペルーでフランシスコ・ピサロの下で功績を挙げた。彼はペルーでのインカ帝国の征服に貢献し、その軍事的才能を発揮した。

### チリ征服
バルディビアは、ペルーにおける成功にもかかわらず、自身の領地と名誉を求める野心を抱いていた。当時、チリはディエゴ・デ・アルマグロによる失敗した遠征の地として、危険で価値のない地域と見なされていた。しかし、バルディビアはこの地に可能性を見出し、自身の費用と少数の兵士を率いてチリ征服に乗り出すことを決意した。
1540年1月、彼はわずか150人のスペイン兵と数千人の現地人従者を引き連れてクスコを出発した。過酷な砂漠と山岳地帯を越える困難な旅の末、彼らは現在のサンティアゴの地に至った。1541年2月12日、彼はフエレンの丘（現在のサンタ・ルシアの丘）の麓に都市を建設し、聖ヤコブにちなんでサンティアゴ・デ・ヌエバ・エストレマドゥーラ（Santiago de Nueva Extremadura）と名付けた。これは、チリにおける最初の永続的なスペイン人居住地となった。
バルディビアは、建設されたばかりのサンティアゴに対して、先住民マプチェ族による激しい抵抗に直面した。特に、ミチマロンコの指導の下、1541年9月11日には大規模な襲撃を受け、都市はほぼ破壊された。しかし、彼は粘り強く抵抗を続け、都市の再建と防衛に努めた。

### 総督としての統治
バルディビアは、チリの支配を確立するために、各地に都市を建設し、鉱山の開発を進めた。彼はラ・セレーナ（1544年）、コンセプシオン（1550年）、バルディビア（1552年）、インペリアル（1552年）などの都市を建設し、スペイン植民地の拡大に貢献した。また、彼は先住民の労働力を利用したエンコミエンダ制を導入し、金鉱の採掘を奨励した。
しかし、彼の統治は、先住民に対する残虐な行為と搾取を伴うものであった。マプチェ族は、彼らの土地と自由を奪われたことに強く反発し、度々反乱を起こした。

### 最期
1553年、マプチェ族の指導者ラウタロは、スペイン人の戦術を学び、巧みに利用して反乱を組織した。同年12月、バルディビアはコンセプシオンの南にあるトゥカペルの砦でマプチェ族の待ち伏せ攻撃に遭った。彼の部隊は壊滅し、バルディビア自身も捕らえられた。
1554年1月1日、バルディビアはマプチェ族によって処刑された。彼の死後、チリのスペイン人入植地は一時的に混乱に陥るが、最終的にはスペインの支配が再確立された。彼の征服活動は、現在のチリという国家の基礎を築いたものと評価されている。

## 名誉
チリで流通している500ペソ紙幣に肖像が使用されているほか、小惑星(2741) Valdiviaはバルディビアの名前にちなんで命名された。

## 参考書籍
- Crow, John A. The Epic of Latin America. University of California Press, 1992.
- Prescott, William H. History of the Conquest of Peru. Modern Library, 2001.
- Hemming, John. The Conquest of the Incas. Harcourt Brace Jovanovich, 1970.